# Jean-Marie Rouart
Jean-Marie Rouart (Neuilly-sur-Seine, 8 aprile 1943) è uno scrittore, saggista e giornalista francese, membro dell'Académie française.
Fu eletto all'Académie française il 18 dicembre 1997.
È pronipote  di Henri Rouart.

## Opere
- 1974 - La Fuite en Pologne  (Grasset)
- 1975 - La Blessure de Georges Aslo  (Grasset)
- 1977 - Les Feux du pouvoir - (Grasset)
- 1980 - Le Mythomane  (Grasset)
- 1983 - Avant-guerre - (Grasset)
- 1985 - Ils ont choisi la nuit - (Grasset)
- 1987 - Le Cavalier blessé  (Grasset)
- 1989 - La Femme de proie  (Grasset)
- 1990 - Le Voleur de jeunesse  (Grasset)
- 1993 - Le Goût du malheur  (Gallimard)
- 1994 - Omar, la construction d'un coupable  (Le Fallois)
- 1995 - Morny, un voluptueux au pouvoir  (Gallimard)
- 1997 - L'Invention de l'amour  (Grasset)
- 1998 - La Noblesse des vaincus  (Grasset)
- 1998 - Bernis, le cardinal des plaisirs  (Gallimard)
- 2000 - Une jeunesse à l'ombre de la lumière  (Gallimard)
- 2000 - Discours de réception à l'Académie française  (Grasset)
- 2001 - Une famille dans l'impressionisme  (Gallimard)
- 2002 - Nous ne savons pas aimer  (Gallimard)
- 2003 - Adieu à la France qui s'en va  (Grasset)
- 2004 - Libertin et chrétien  (Desclée de Brouwer)
- 2005 - Mes fauves  (Grasset)
- 2006 - Le Scandale  (Gallimard)
- 2008 - Devoir d'insolence (Grasset)
- 2009 - Cette opposition qui s'appelle la vie (Grasset)

## Premi letterari
- 1975 - Prix Roberge;[1]
- 1977 - Prix Interallié;[2]
- 1983 - Prix Renaudot;[3]
- 1985 - Prix de l'Essai dell'Académie française;[1]
- 1989 - Prix Maurice Genevoix;[1]
- 1991 - Prix Prince-Pierre-de-Monaco;[4]
- 1998 - Prix Nouveau Cercle Interallié;
- 2003 - Prix François-Mauriac de la région Aquitaine;
- 2012 - Prix du Guesclin e prix Combourg.